# Бужилова Олександра Петрівна
Олександра Петрівна Бужилова (нар. 8 жовтня 1960, Кишинів, Молдавська РСР) — російський археолог та антрополог, директор НДІ і музею антропології МГУ ім. М. в. Ломоносова, доктор історичних наук, академік РАН (2016).

## Біографія
Закінчила біологічний факультет МДУ імені М. в. Ломоносова в 1987 році по кафедрі антропології. Тема дипломної роботи: «Матеріали до ономастики російського народу» (науковий керівник — професор Ю. С. Ричков).
У 1987—1989 роках — співробітник кафедри антропології МГУ. У 1992 році закінчила аспірантуру Інституту археології (ІА) РАН, з 1993 року працює в ІА РАН (молодший науковий співробітник, науковий співробітник, старший науковий співробітник, провідний науковий співробітник, з 2008 року — за сумісництвом, провідний науковий співробітник відділу теорії і методики, група фізичної антропології).
У 1994 році стажувалася в Бредфордському університеті (Велика Британія) у професорів Д. Ортнера і К. Манчестера.
Кандидат історичних наук (1993), тема дисертації: «Можливості історико-екологічних реконструкцій за даними палеопатології» (археологія), науковий керівник — академік Т. І. Алексєєва.
Доктор історичних наук (2001), тема дисертації: «Адаптивні процеси у древнього населення Східної Європи (за даними палеопатології)» (археологія).
З 2008 року — директор НДІ і Музею антропології МДУ. Член вченої ради МДУ.
Член-кореспондент РАН з 29.05.2008 по Відділенню історико-філологічних наук (етнологія та антропологія), академік РАН з 28.10.2016 по тому ж Відділенню.

## Наукові інтереси
Палеоантропологія, палеодемографія, палеоекологія і адаптація, хвороби стародавніх людей, біоархеологічна реконструкція, палеогенетика.
Автор і співавтор понад 200 наукових робіт, в тому числі 21 монографії (19 з них з співавторами).

## Основні роботи
- Изучение физиологического стресса у древнего населения по данным палеопатологии // Экологические аспекты антропологических и археологических реконструкций / под ред. В. П. Алексеева, В. Н. Федосовой. М.: ИА РАН, 1992. С. 78-104.
- Бужилова А. П. Древнее население (палеопатологические аспекты исследования). — ИА РАН-РГНФ Москва, 1995. — 198 с.
- Бужилова А. П., Козловская М. В., Медникова М. Б. Историческая экология человека. Методика биологических исследований. — Старый Сад Москва, 1998. — 260 с.
- Бужилова А. П. Глава. География русских фамилий. Глава. Болезни в средневековой Руси. В книге под ред. Т. И. Алексеевой: Восточные славяне. Антропология и этническая история. — Научный мир Москва, 1999. — 336 с. ISBN 5-89176-164-5
- Военные травмы античного времени. О двух примечательных антропологических находках из Крымского Приазовья // Проблемы истории, филологии, культуры, вып. VII, 1999. С. 212—216. (В соавт. с Масленниковым А. А.)
- A medieval case of possible sacroiliac joint Tuberculosis and its archaeological context // Tuberculosis: Past and Present. Marseille, Budapest. 1999. р. 325—332. (В соавт. с Palfi Gy., Dutour O.)
- Homo sungirensis. Эволюционные и экологические аспекты исследования человека верхнего палеолита. М: Научный мир. 2000. 468 с. Ред. Т. И. Алексеевой и Н. О. Бадера. (Автор 8 разделов коллективной монографии)
- Макаров Н. А., Захаров С. Д., Бужилова А. П. Средневековое расселение на Белом озере. — Языки русской культуры Москва, 2001. — 496 с.
- Новохарьковский могильник эпохи Золотой орды / Т. И. Алексеева, А. П. Бужилова, А. З. Винников и др. — Изд-во Воронежского государственного университета: МИОН Воронеж, 2002. — 200 с. (Автор 2 разделов коллективной монографии).
- О влиянии производящего хозяйства на здоровье ранних скотоводов и земледельцев // Opus. Междисциплинарные исследования в археологии. Вып. 1-2. М.: ИА РАН, 2002. С. 46-58.
- Buzhilova A. P. Part 4: Georaphy of leprosy in Russian Empire: historical evidence of dissemination of the disease. In: The Past and Present of Leprosy Archaeological, historical, palaeopathological and clinical approaches. — Archaeopress Oxford, 2002. — 311 p. ISBN 1841714348
- Каргалы. том IV. Часть вторая: Население Каргалов: пелеоантропологические исследования / А. П. Бужилова, М. В. Добровольская, М. Б. Медникова и др. — Языки славянской культуры Москва, 2005. — 240 с. ISBN 5-9551-0079-2
- Бужилова А. П. Homo sapiens. История болезни. — Языки славянской культуры Москва, 2005. — 320 с.
- Ископаемый Homo из Хвалынска (Серия Антропологическая коллекция") / М. В. Медникова, М. В. Добровольская, А. П. Бужилова, М. Н. Кандинов. — ТАУС Москва, 2008. — 72 с.
- Палеоантропологические исследования материалов Остолоповского селища / А. П. Бужилова, Д. И. Гатаулина, С. А. Никитин и др. — РИЦ Школа Казань, 2009. — 76 с.
- Исследования палеолита в Зарайске. 1999—2005. Под ред. Х. А. Амирханова / Х. А. Амирханов, Н. Б. Ахметгалеева, А. П. Бужилова и др. — Палеограф Москва, 2009. — 466 с.
- Бужилова А. П. Глава 2. Средневековое население Мининского микрорегиона. Н. А. Макаров (ред.) Археология севернорусской деревни X—XIII веков. Средневековые поселения и могильники на Кубенском озере. Т. 3. Палеоэкологические условия, общество и культура. — Москва: Москва, 2009. — 233 с. ISBN 978-5-02-035525-5
- Кони, колесницы и колесничие степей Евразии / В. С. Бочкарев, А. П. Бужилова, А. В. Епимахов и др. — Екатеринбург, 2010. — 370 с.
- Buzhilova A. Chapter 35. Russia. In: The Routledge Handbook of Archaeological Human Remains and Legislation. An international guide to laws and practice in the excavation and treatment of archaeological human remains. Nicholas Marquez Grant & Linda Fibiger (eds). — Routledge Great Britain, 2011. — 772 p. ISBN 978-0415588577
- Buzhilova A. P. Chapter 56. Palaeopathology in Russia In: Buikstra JE & Roberts CA (eds.) The Global History of Paleopathology: Pioneers and Prospects. — United Kingdom: United Kingdom, 2012. — 798 p. ISBN 978-0195389807
- Dutour O., Buzhilova A. Paleopathological study of Napoleonic mass graves discovered in Russia. In: Knüsel Chr., Smith, M.J. (eds.)The Routledge Handbook of the Bioarchaeology of Human Conflict. — Abingdon, Oxfordshire, UK, England: Abingdon, Oxfordshire, UK, England, 2013. — 752 p. ISBN 1134678045, 9781134678044
- The People of Sunghir: Burials, Bodies, and Behavior in the Earlier Upper Paleolithic / E. Trinkaus, A. Buzhilova, M. Mednikova, M. Dobrovolskaya. — Oxford University press Oxford, 2014. — 368 p. ISBN 978-0-19-938105-0
- Chapter 9. The human bones from Klin-Yar III and IV // Eds. A. Belinskij, H. Harke. Ritual, society and population at Klin-Yar (North Caucasus). Exavations 1994—1996 in the Iron Age to early medieval cemetery. P.136-183 / A. Buzhilova, M. Dobrovolskaya, M. Mednikova et al. — Habelt-Verlag Bonn, 2018. — 428 p. ISBN 978-3-7749-4154-0
- Moiseyev V., Buzhilova A., Murphy E. Chapter 9. From the time of Tsar Peter the Great to modern Russia: the development of Physical anthropology and bioarchaeology // Eds. O'Donnabhhain, M.C.Lozada. Archaeological human remains. Legacies of Imperialism, Communism and Colonialism. P. 127—140. — Springer, 2018. — 163 p. ISBN 978-3-319-89983-1